# Atol Midway

Mapa das Ilhas Midway.

O Atol Midway (em inglês:  Midway Atoll, pronunciado: [ˈmɪdweɪ ˈætɒl, əˈtɒl]; em havaiano: Pihemanu Kauihelani), também conhecido como Ilha Midway (em inglês: Midway Island) ou Ilhas Midway (em inglês: Midway Islands), é um atol de 6,2 km2 no Oceano pacifico norte. É uma área insular dos Estados Unidos e é uma região não organizada e não incorporada ao território nacional. A maior ilha é Sand Island, que tem habitação e uma pista de pouso. Imediatamente a leste de Sand Island, através do estreito Brooks Channel, fica a Eastern Island, que é desabitada e não tem mais instalações. Formando um círculo irregular e incompleto ao redor das duas ilhas principais e criando a Lagoa Midway está a Ilha Spit, um recife estreito.
Equidistante entre a América do Norte e a Ásia, Midway é a única ilha do arquipélago havaiano que não faz parte do estado do Havaí. Ao contrário das outras ilhas havaianas, Midway segue o horário de Samoa (UTC−11:00, ou seja, onze horas atrasado no Tempo Universal Coordenado), que é uma hora atrasado em relação ao fuso horário Havaí-Aleutian usado no Havaí. Para fins estatísticos, Midway é agrupada como uma das Ilhas Menores Distantes dos Estados Unidos. O Midway Atoll National Wildlife Refuge, abrangendo 590 991,50 acres (239 165,77 ha) de terra e água na área circundante, é administrado pelo United States Fish and Wildlife Service (FWS). O refúgio e a maior parte de sua área circundante fazem parte do maior Papahānaumokuākea Marine National Monument.
De 1941 a 1993, o atol foi o lar da Naval Air Facility Midway Island, que desempenhou um papel crucial na Batalha de Midway, de 4 a 6 de junho de 1942. Aeronaves baseadas no então chamado Henderson Field na Ilha Oriental juntaram-se aos aviões da Marinha dos Estados Unidos em um ataque a um grupo de batalha japonês que afundou quatro porta-aviões e um cruzador pesado e defendeu o atol da invasão. A batalha foi uma vitória crítica dos Aliados e um importante ponto de virada na campanha do Pacífico na Segunda Guerra Mundial.
A visita ao atol só é possível por motivos de negócios, que incluem funcionários permanentes e temporários, contratados e voluntários, pois o programa de turismo foi suspenso devido a cortes orçamentários. A economia é derivada exclusivamente de fontes governamentais e taxas turísticas. Quase todos os suprimentos devem ser trazidos para a ilha por navio ou avião, embora uma hidroponiaestufa e jardim fornecem algumas frutas e vegetais frescos.